# Steatoda wangi
Steatoda wangi är en spindelart som beskrevs av Zhu 1998. Steatoda wangi ingår i släktet vaxspindlar, och familjen klotspindlar. Inga underarter finns listade i Catalogue of Life.